# Шифър на Цезар
Шифърът на Цезар е вид шифър с пряка субституция (субституционен шифър) – това означава, че всяка буква се замества само с една и съща друга буква, в целия текст.
Според някои исторически източници този шифър е използван от Гай Юлий Цезар.

### Математически запис
шифровка
{\displaystyle E_{n}(x)=(x+n)\mod {30}.}
дешифровка
.{\displaystyle D_{n}(x)=(x-n)\mod {30}.}

### Пример 1
ТекстТова е скрито съобщение
Ключn = n+3
ШифърХсег и фнулхс фасдюирли
т + 3 = х

### Пример 2
ТекстCaesar
ШифърFdhvdu